# Hosokawa Gracia

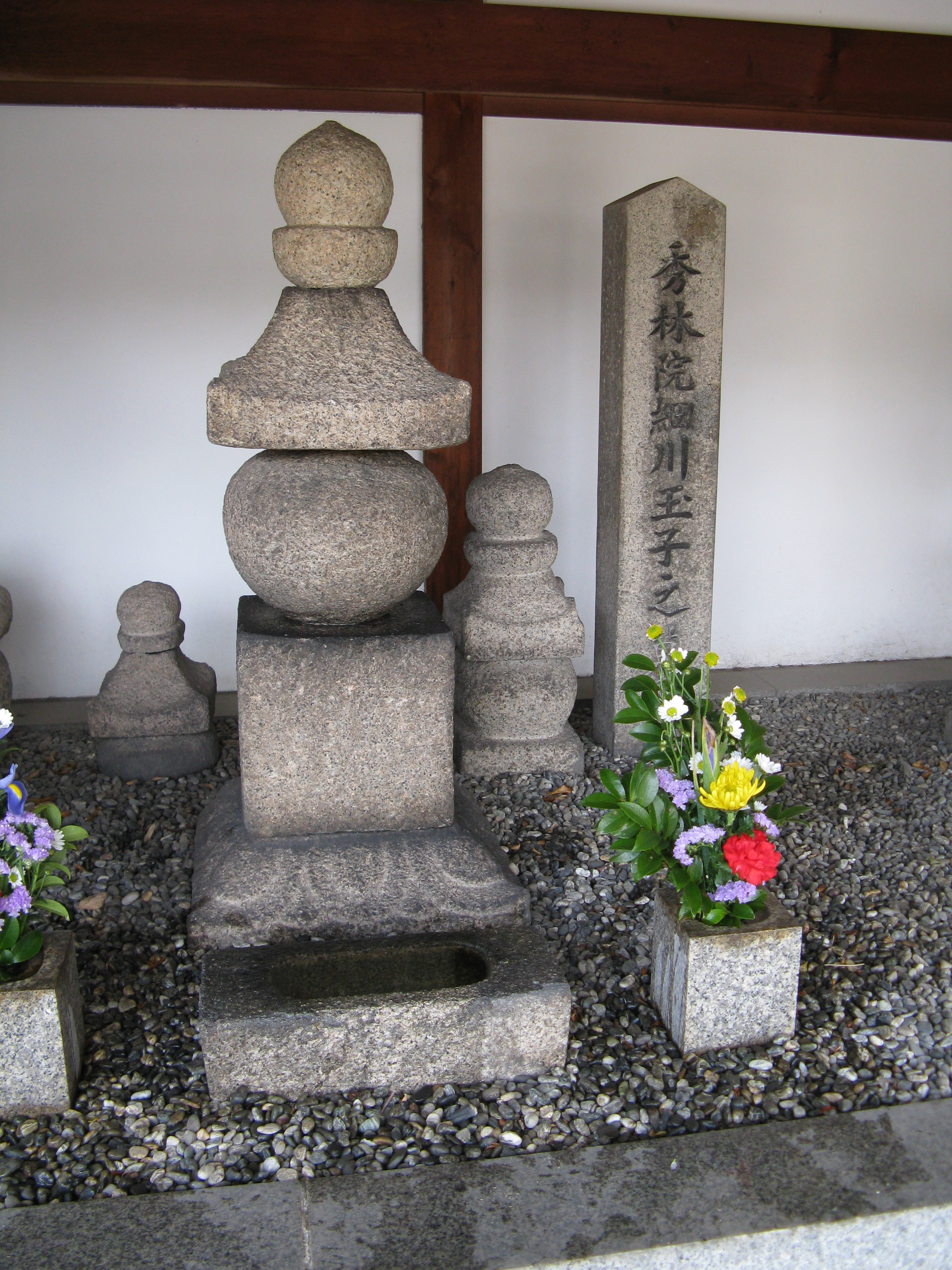
Hosokawa Gracia

Hosokawa Garasha (細川ガラシャ Tế Xuyên Cách Lạp Tây Á) bổn danh là Akechi Tama (細川玉 Tế Xuyên Ngọc) hoặc Akechi Tamako (細川玉子 Tế Xuyên Ngọc Tử), tên theo đạo là Mary. Cô là con gái của Akechi Mitsuhide và vợ Hosokawa Tadaoki.

## Tiểu sử
Garasha còn được biết với cái tên khác là Gracia. Gracia kết hôn với Hosokawa Tadaoki lúc 15 tuổi và có khoảng 5, 6 người con. Năm 1582, Akechi Mitsuhide phản bội Oda Nobunaga và Gracia bị coi là con gái của kẻ phản bội. Vì không muốn li hôn nên Tadaoki đã gửi Gracia đến 1 thôn nhỏ ở Midono trên những ngọn đồi thuộc bán đảo Tango (nay thuộc Kyōto) và Gracia đã ở đây đến năm 1584, sau đó Tadaoki đã đưa Gracia về lâu đài Hosokawa tại Ōsaka để sống. Sau này khi biết Tadaoki bị Ishida truy sát và muốn giết mình để trừ hậu họa, Gracia đã cho phóng hỏa lâu đài Hosokawa để tự vẫn.

## Cuộc đời
Mùa xuân năm 1587, Gracia đến thăm nhà thờ Osaka thì vài tháng sau bà đã nghe được Toyotomi Hideyoshi bàn hành lệnh chống đạo cơ đốc. Ngay lập tức, Gracia quyết định làm lễ nhập đạo nhưng vì bà không thể ra khỏi nhà nên bà đã nhờ người tì nữ làm lễ cho mình và nhận tên thánh là Gracia từ đó. Năm 1595, Toyotomi Hidetsugu đe dọa tính mạng Tadaoki. Biết mình không thể sống được nên Tadaoki ra lệnh nếu ông ta chết thì Gracia phải tự sát theo nhưng đạo cơ đốc không cho phép tự sát nên Gracia thoát khỏi nguy hiểm lần đó.
Sau cái chết của Toyotomi Hideyoshi năm 1600, đã tạo nên hai thế lực đối lập là Tokugawa Ieyasu và Ishida Mitsunari. Khi Tokugawa Ieyasu dẫn quân về phía đông, thì Ishida Mitsunari cho quân đi qua thành Osaka, nơi nhiều tướng của Toyotomi Hideyoshi đang sống để bắt người thân của họ làm con tin. Tuy nhiên, khi định bắt Gracia làm con tin thì bà đã phóng hỏa lâu đài và tự sát cùng các người hầu cận. Một thầy tu đã mang những phần còn lại của Gracia sau khi lâu đài bị thiêu rụi đem chôn ở 1 nghĩa trang tại Sakai. Sau đó Tadaoki đã mang chúng đến đền Sokenji ở Ōsaka để thờ cúng bà.